# Ernst Braasch
Ernst Karl Heinrich Braasch (gelegentlich auch mit falscher Schreibweise Ernst Brasch geführt; * 11. Juli 1914 in Charlottenburg; † 9. November 1973 in München) war ein deutscher Schauspieler bei Bühne und Film.

## Leben und Wirken

### Jugend und Schauspielkarriere
Der Sohn des Friseurs Ernst Braasch und dessen Frau Amalie, geb. Kukafka, besuchte zunächst die Mittelschule und ließ sich am Robert-Schumann-Konservatorium in Düsseldorf künstlerisch ausbilden.
Anfang der 1940er Jahre musste Braasch seinen Wehrdienst ableisten und geriet bei Kriegsende in Gefangenschaft. Wieder zurück im Zivilleben, begann er seine Schauspielerlaufbahn 1947 am Stadttheater Passau. Hier blieb er zwei Jahre. Zur selben Zeit gab Braasch auch seinen Einstand vor einer Filmkamera. Dennoch blieb er bis Mitte der 1950er Jahre filmabstinent und konzentrierte sich stattdessen auf die Bühnenlaufbahn (Kabarettauftritte, klassische Sprechbühnen wie 1952/53 das Landestheater Saarbrücken).
Zwischen 1956 und 1961 konzentrierte sich Braasch dann ganz auf die Filmtätigkeit und spielte eine Fülle von Chargen in Unterhaltungsfilmen (einen Landstreicher in Manöverball, einen Diener in Das Wirtshaus im Spessart, einen Lkw-Fahrer in Eine Reise ins Glück, einen Portier in Jacqueline, einen Nachtportier in Ein Student ging vorbei und einen Kriminalbeamten in Das Spukschloß im Spessart). Bereits nach fünf Jahren endete Braaschs filmische Tätigkeit wieder weitgehend.

### Familiäres
1940 heiratete Ernst Braasch in Düsseldorf die angehende Innenarchitektin Erika Braun. Nach der Scheidung ging er 1947 in Passau mit der Sportlehrerin Elisabeth Koelbl seine zweite Ehe ein. Gemeinsam hatten sie einen Sohn.
Braasch starb 1973 im Krankenhaus München-Harlaching und wurde auf dem Waldfriedhof Grünwald beigesetzt.

## Filmografie
- 1948: Tragödie einer Leidenschaft
- 1956: Manöverball
- 1956: Meine Tante – Deine Tante
- 1957: Das Wirtshaus im Spessart
- 1958: Blitzmädels an die Front
- 1958: Mein Mädchen ist ein Postillion
- 1958: Eine Reise ins Glück
- 1959: Liebe auf krummen Beinen
- 1959: Jacqueline
- 1959: Arzt aus Leidenschaft
- 1959: Das schöne Abenteuer
- 1959: Buddenbrooks
- 1959: Der liebe Augustin
- 1960: Ein Student ging vorbei
- 1960: Der Held meiner Träume
- 1960: Sturm im Wasserglas
- 1960: Das Spukschloß im Spessart (auch Gesang)
- 1961: Geld sofort
- 1964: Unterm Birnbaum (Fernsehfilm)